# Château de Besse
Pour les articles homonymes, voir Besse.
Le château de Besse est un château français implanté sur la commune de Besse, dans le département de la Dordogne, en région Nouvelle-Aquitaine.
Le château fait l'objet d'une protection au titre des monuments historiques.

## Localisation
Dans le Périgord noir, au sud-est du département de la Dordogne, le château de Besse est situé dans le village de Besse.

## Historique
Un château médiéval jouxtait l'église Saint-Martin de Besse, détruit au cours de la guerre de Cent Ans.
Un nouveau château a été construit ex nihilo sur un plateau situé au-dessus du village, au sud-est, par Gabriel de Gauléjac, seigneur de Puycalvel et de Besse, chevalier de l'Ordre du roi, avant 1560 d'après Jean Secret. Gabriel de Gauléjac avait épousé Gabrielle de Vabres, fille de Michel de Vabres, pour lequel Dominique Bachelier avait reconstruit le château de Castelnau-d'Estrétefonds. Gabriel de Gauléjac a pu racheté la seigneurie de Besse qui avait été aliénée quelques années plus tôt grâce à la dot de 3 000 livres et une avance sur la succession de 4 000 livres.
En 1563, on avait prévu le bois pour alimenter les cheminées. L'année suivante, le château semble en état d'assurer sa défense. En 1571, un contrat est passé au château neuf de Besse, ce qui laisse à penser qu'il est alors habité par le seigneur du lieu. En 1580 et 1587, des garnisons à la solde du seigneur occupent les travaux. Les travaux sont probablement interrompus pendant cette période.
Le château a été endommagé par les huguenots pendant les guerres de religion.
Gabriel de Gauléjac meurt en 1588. Son fils, Jean-Marc de Gauléjac s'est marié avec Marie de Gironde. Il a reçu en 1600 une dot de 14 000 livres qui lui ont permis de reprendre les travaux. Le pavillon d'entrée et les tours rondes sont entrepris avant 1616 par le maçon Jean de Saint-Avit.
Gilles Séraphin a relevé quatre campagnes de construction à partir de l'examen de l'édifice :
- une première campagne de construction terminée avant 1563 concernerait les deux premiers niveaux du pavillon sud du logis en la partie du logis qui lui est adjacente ;
- une deuxième campagne, avec un maître d'œuvre différent, comprend le pavillon nord et la partie du logis qui est adjacente, permettant au seigneur du lieu d'habiter le château en 1571. On remarque un changement de style à partie du deuxième étage du pavillon sud ;
- une troisième phase devrait correspondre aux couronnements constitués de modillons en talons cannelés simulant des mâchicoulis. Cette réalisation semble avoir été précipitée car elle a tronqué le pavillon de l'escalier ;
- la quatrième phase correspond au pavillon d'entrée encadré par les deux tours rondes entrepris avant 1616.

Jeanne Marqueze de Gauléjac (morte en 1674), la fille et héritière de Jean-Gabriel de Gauléjac, vicomte de Puycalvel, seigneur de Besse, et de Jeanne Gozon-de-Valon-de-Thegra, petite-fille de Jean-Marc de Gauléjac, marquise de Puycalvel, dame de Besse, se marie en 1648 avec Jacques-Victor de Touchebœuf, comte de Clermont (château de Clermont, en Quercy), baron de Gourdon, de Gramat, de Thegra. De ce mariage sont nées trois filles :
- Anne de Touchebœuf, née à Besse en 1648, morte à Sept-Fonds en 1738, mariée par contrat de 1670, avec Armand II de Durfort, comte de Boissières, mort à Bordeaux en 1673,
- Jeanne Antoinette de Touchebœuf, mariée par contrat en 1672 à Antoine d'Arlot, marquis de la Coussière, chevalier, seigneur de Frugie,
- Jeanne Gabrielle de Touchebœuf, mariée à messire François de Chapt, marquis de Rastignac, qui ont eu, entre autres :
  - Louis-Jacques Chapt de Rastignac, archevêque de Tours.

Le château a été restauré par les Clermont-Touchebœuf pendant le règne de Louis XV.
La branche aînée n'ayant plus de descendance mâle, l'héritage étant passée à Anne de Touchebœuf et Armand de Durfort, la seconde branche de Touchebœuf, dite de Clermont-Monsec, a fait un procès à Anne de Touchebœuf, comtesse de Boissières. François III de Touchebœuf, seigneur de Monsec, a demandé au parlement de Toulouse l'ouverture se substitution établie en sa faveur par le testament de Guyon de Touchebœuf, le 8 juillet 1578, pour obtenir la terre et seigneurie de Clermont, seigneurie de Besse... Il a reçu le 24 janvier 1699 de la comtesse de Boissières la terre et seigneurie de Besse avec toute justice. Il a consenti un accord le 22 février 1701 avec la comtesse de Boissières et son fils, Jean-Marc de Durfort, comte de Boissières. Il est mort en 1704. Il s'est marié à Bapaume, en 1689, avec Anne de Drouart dont il a eu :
- Jean-Baptiste-François de Touchebœuf, chevalier, marquis de Clermont, seigneur de Besse, Monsec, la Cazella, ... né vers l'an 1692. Il a rendu hommage, en 1733, à l'archevêque de Bordeaux pour les seigneuries situées dans ses fiefs : Monsec, dans la châtellenie de Bigaroque, la Cazella dans la juridiction de Saint-Cyprien, Besse dans la châtellenie de Belvès. Il est mort à Monsec en 1761. Il a épousé par contrat en 1723 Louis-Élisabeth de Boyer d'Anglazard dont il eut :
  - Jean-Baptiste de Touchebœuf, chevalier, comte de Clermont, seigneur de Besse, Monsec, la Cazella, né en 1726, marié par contrat en 1758, avec Charlotte-Fiacre de Cassagnes de Beaufort de Miramon, 
    - Jean-Alexandre-Emmanuel-Marie de Touchebœuf, comte de Clermont, seigneur de Besse, né en 1760 à Miramon, convoqué en 1789 à l'assemblée de la noblesse du Quercy, il proteste en 1791 contre la conduite des députés, est arrêté puis émigre et participe à l'armée des princes en 1792. Il se retire ensuite en Hollande, puis en Angleterre et finalement en Irlande. Il s'était marié à Cahors, par contrat en 1781, avec Émilie-Pierrette-Antoinette de Durfort-Rousines. Il a écrit en 1794 un important mémoire décrivant ses différentes seigneuries pendant son séjour en Irlande[4].

## Description
L'aile du logis à deux niveaux située à l'ouest du château est encadrée par deux pavillons à trois niveaux coiffés de toits à quatre pente. Elle est précédée à l'est d'une cour carrée entourée de murs, de bâtiments agricoles et de courtines, protégée par un pavillon d'entrée avec pont-levis et flanquée de deux tours rondes.

## Protection
Le château a été inscrit au titre des monuments historiques le 22 février 2012.

## Galerie de photos

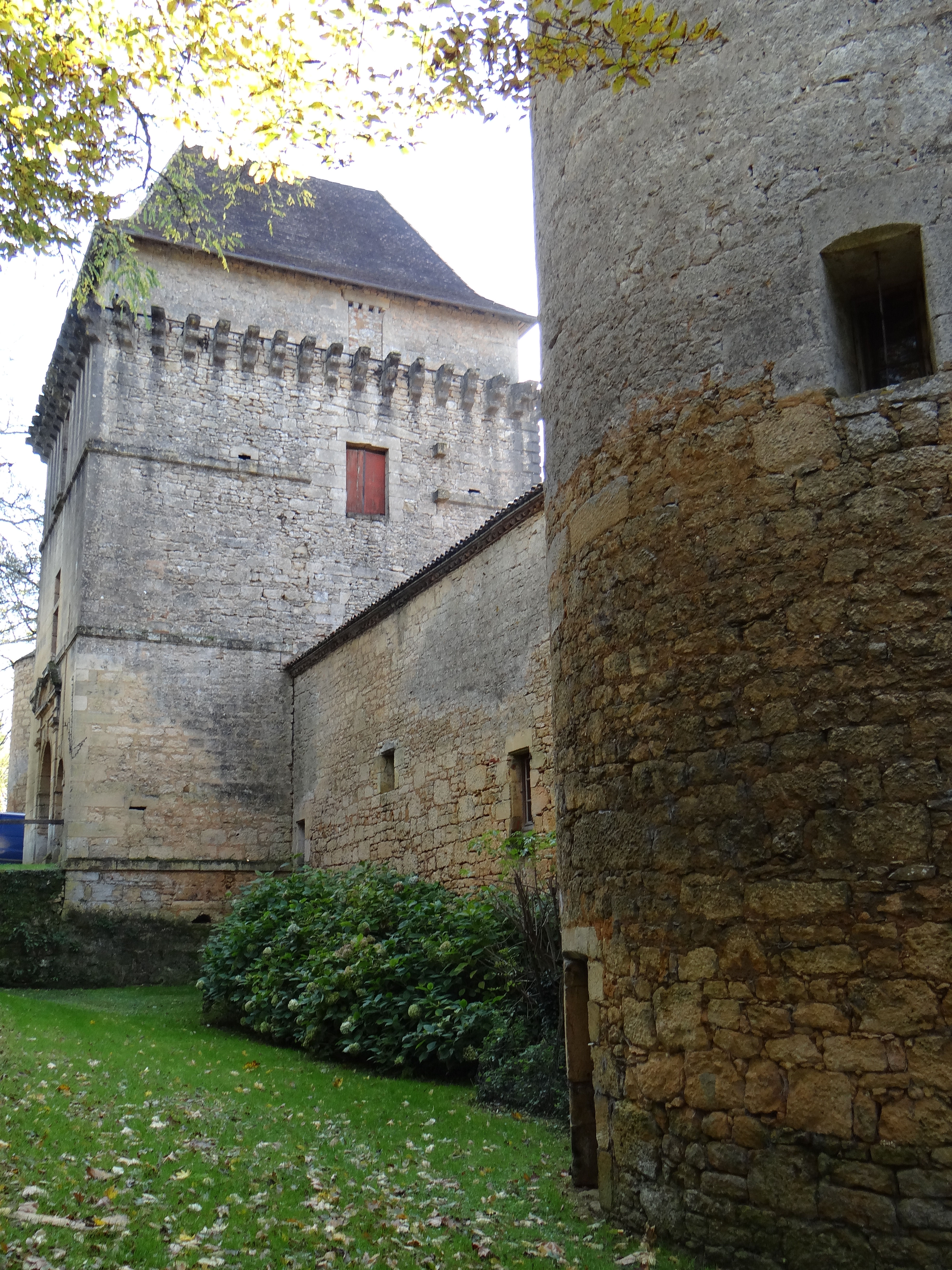
Le pavillon d'entrée et le mur est
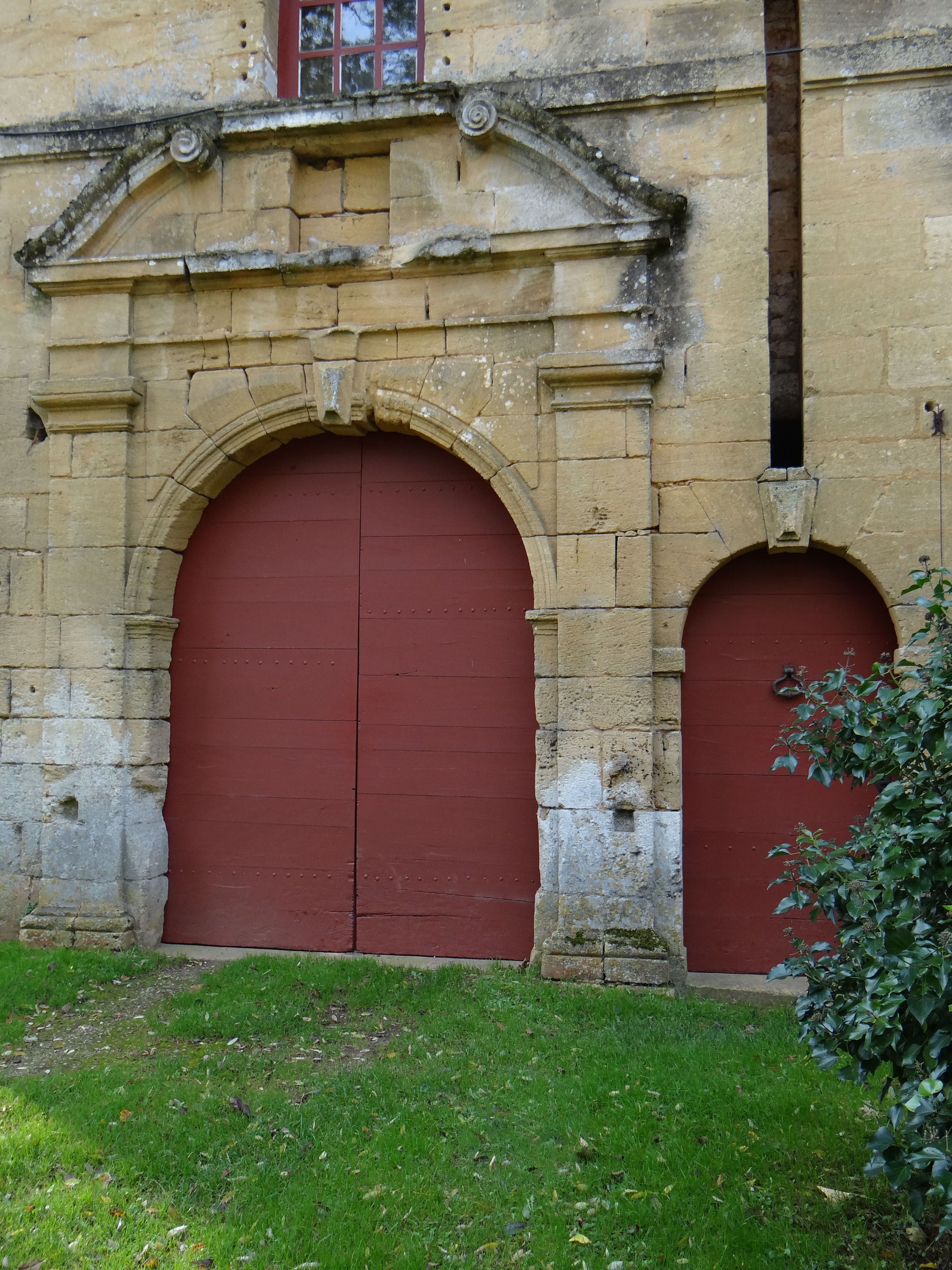
Le portail du pavillon d'entrée avec les traces de l'ancien pont-levis
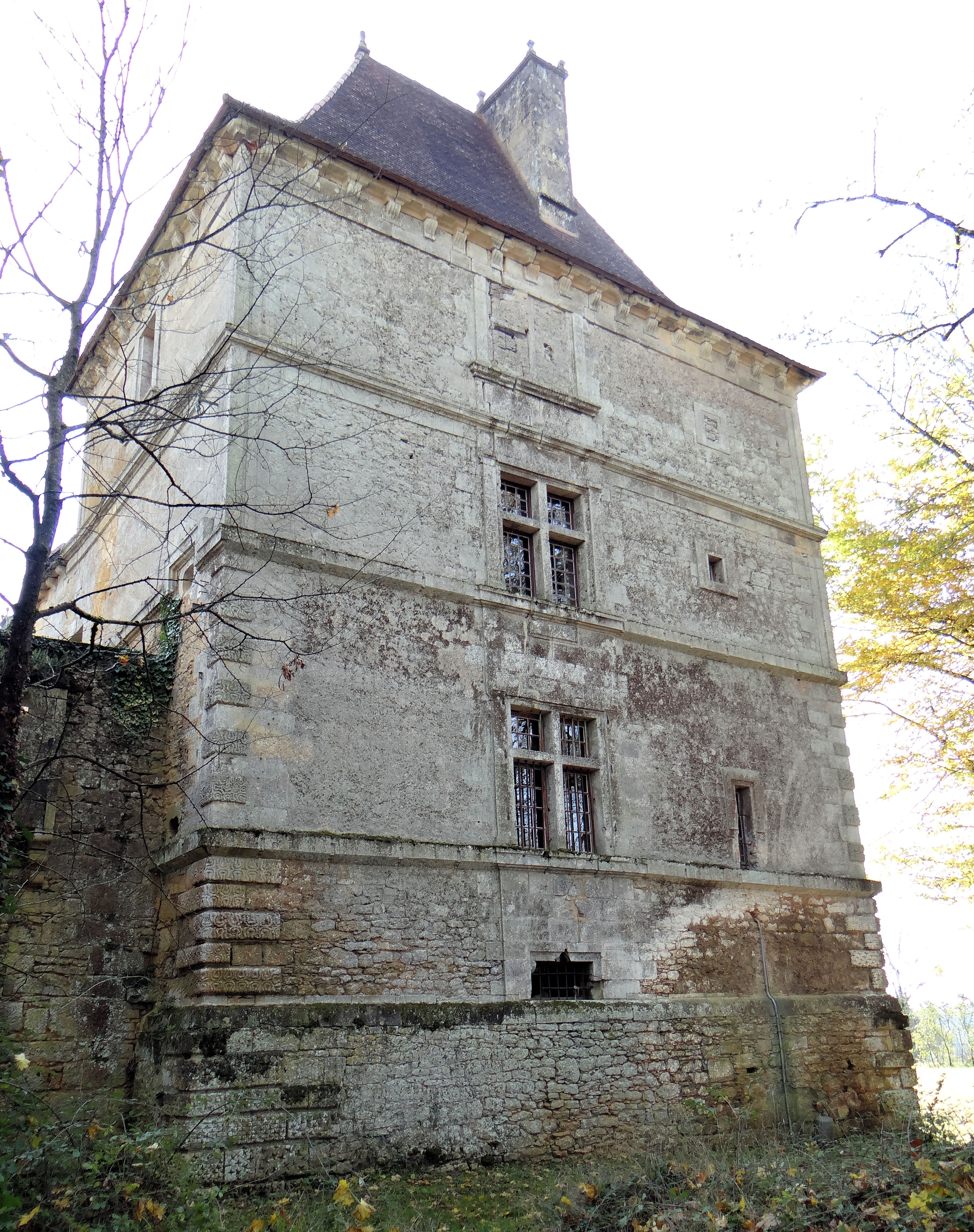
Le pavillon nord
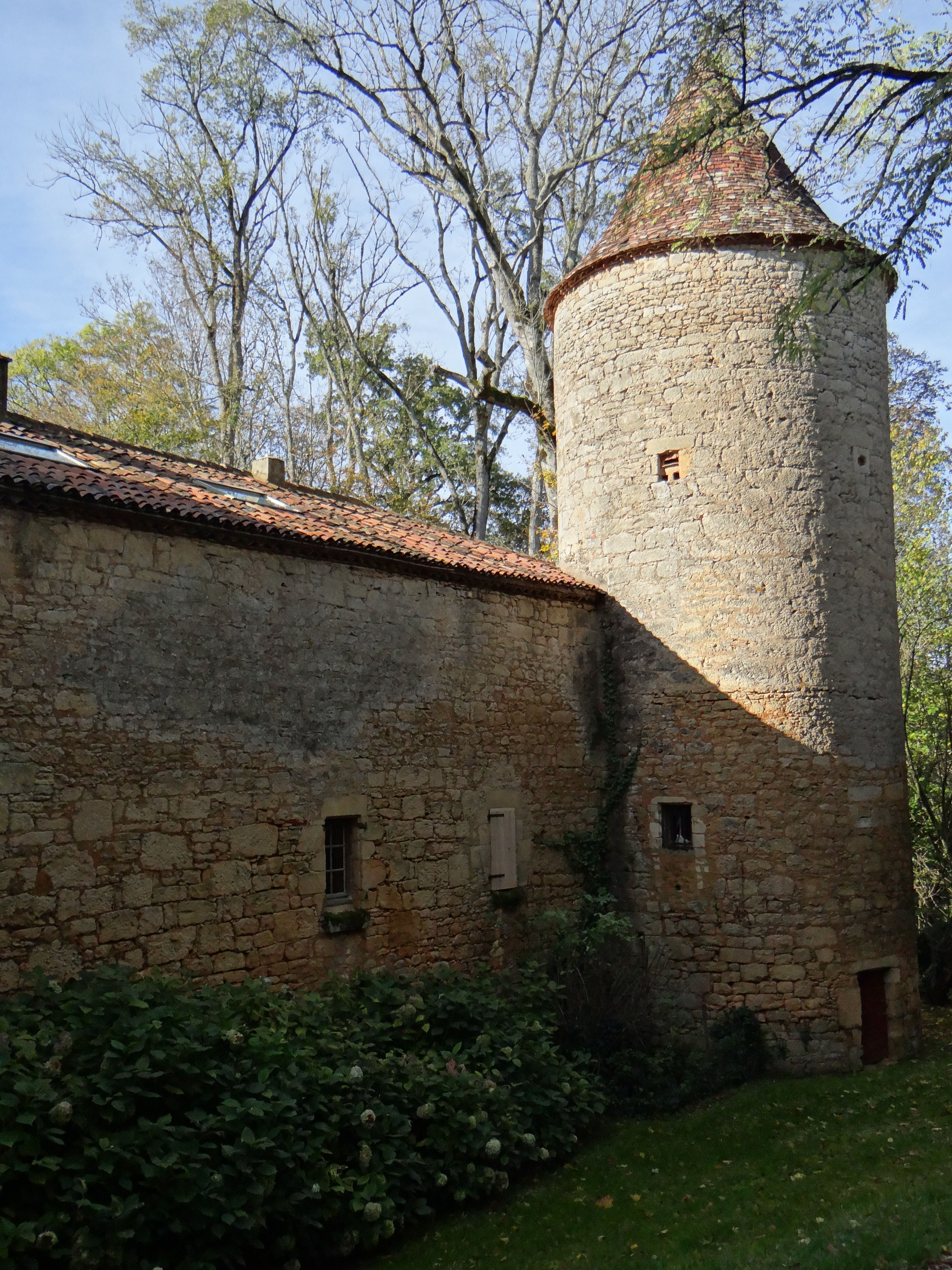
La tour ronde nord du mur est
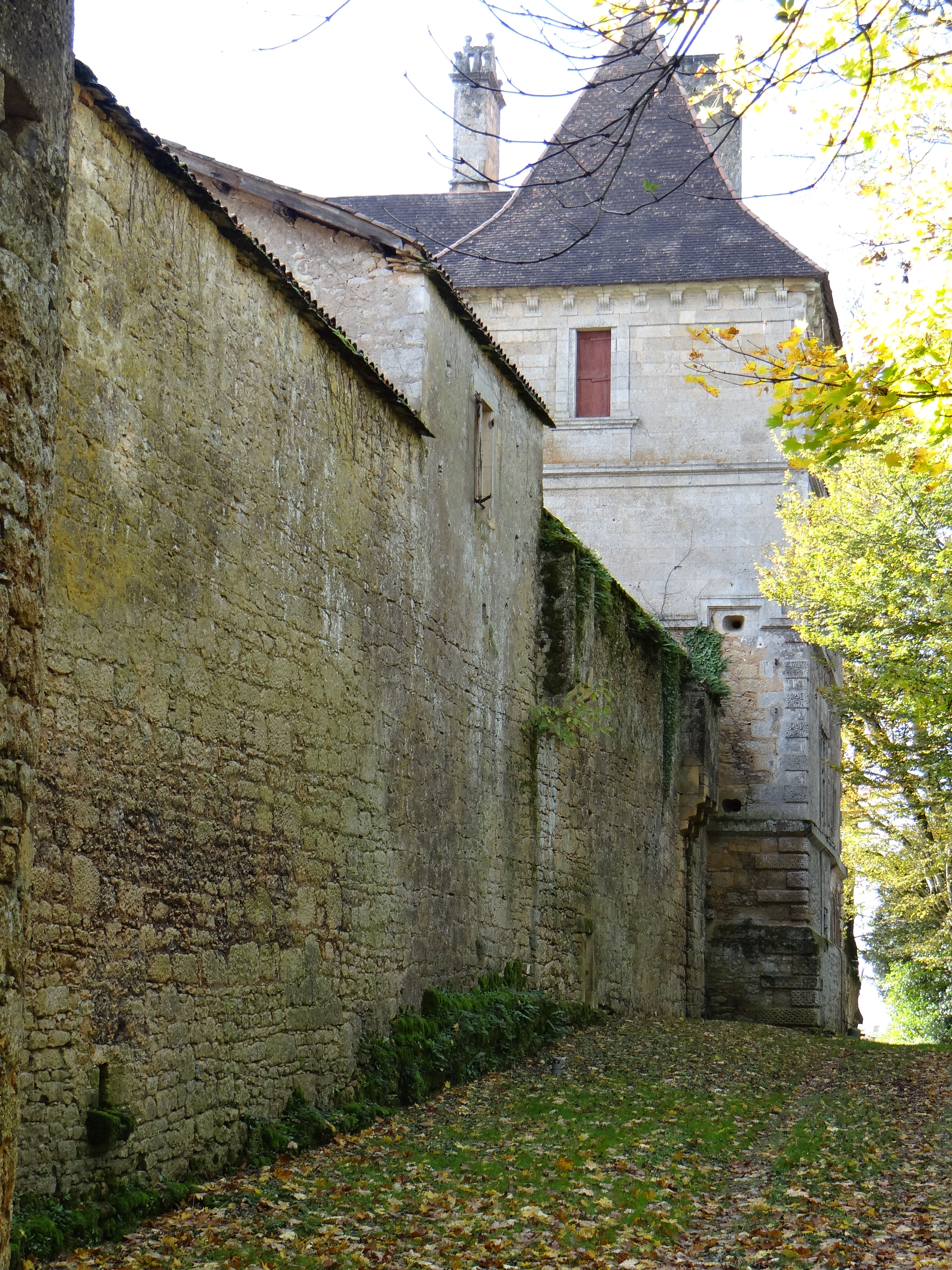
Le mur nord